# Walt Disney World Resort
Het Walt Disney World Resort, in de volksmond bekend als Walt Disney World of Disney World, is een vakantieresort ten zuidwesten van Orlando, Florida in de Verenigde Staten, deels in het zuidwesten van Orange County en deels in het noordwesten van Osceola County. Het is de grootste en meest bezochte amusementsbestemming ter wereld. Het eerste deel van het resort, attractiepark Magic Kingdom, werd in 1971 geopend. Anno 2020 trekt het resort jaarlijks minstens 50 miljoen bezoekers. Het resort bestaat uit vier attractieparken, twee waterparken, diverse uitgaansgelegenheden, een winkelcentrum, 27 Disney-hotels, 9 partner hotels, een camping en diverse sportterreinen. Alle onderdelen zijn onderling verbonden met een uitgebreid wegennetwerk bestaand uit een aantal verkeersknooppunten, twee monoraillijnen, drie gondelsystemen, diverse watertaxi's, een aantal veerboten en tientallen buslijnen. Het resort heeft een oppervlakte van 101 km2 en is daarmee net iets groter dan de Nederlandse stad Utrecht. Er werken 77 duizend mensen in het resort.

## Geschiedenis

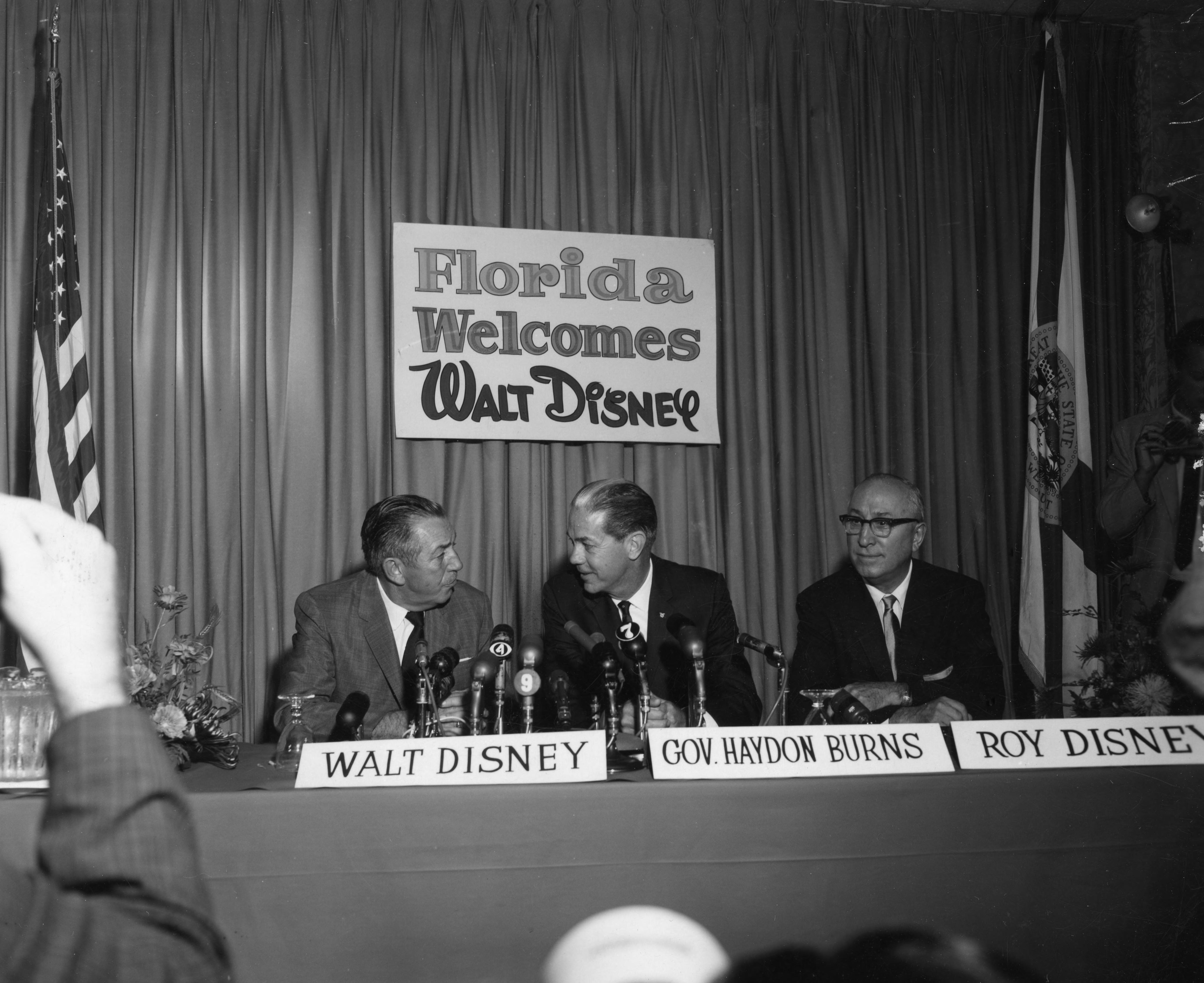
Aankondiging van het Walt Disney World Resort op een persconferentie in 1965, door o.a. Walt Disney

Na de opening van Disneyland in Californië in 1955 wilde Walt Disney een tweede, groter park laten bouwen. In 1959 begon hij met het zoeken van een locatie. Hij kocht een stuk land in Lake Buena Vista met een oppervlakte van 101 vierkante kilometer. Dat hele gebied is gebruikt om Walt Disney World op te bouwen.
Op 1 oktober 1971 opende Walt Disney World met het Magic Kingdom in Florida zijn deuren. Walt Disney was toen zelf al overleden, zijn broer Roy nam het van hem over. Oorspronkelijk zou het resort Disney World heten, maar als een eerbetuiging aan zijn broer, stond Roy Disney erop dat het resort Walt Disney World werd genoemd.
Later werd het Walt Disney World Resort steeds verder uitgebreid met andere themaparken, waterparken en hotels.

## Onderdelen

### Themaparken
Het Walt Disney World Resort bevat 4 attractieparken. In volgorde van opening zijn dit het Magic Kingdom, Epcot, Disney's Hollywood Studios en Disney's Animal Kingdom. Voorheen bevond zich in het resort tevens een indoor attractiepark, DisneyQuest. Dit park werd in 2017 gesloten en afgebroken.

#### Magic Kingdom
Magic Kingdom is een park dat zich qua thema richt op de romantiek rondom het verleden, de toekomst en de fantasie. Dit thema wordt uitgedragen middels vijf verschillende themagebieden, elk met hun eigen attracties, shows, horecagelegenheden en souvenirwinkels: Main Street, U.S.A., Adventureland, Frontierland, Liberty Square, Fantasyland en Tomorrowland. In het park zijn enkele bekende Disney-attracties te vinden, waaronder Pirates of the Caribbean, Splash Mountain, Big Thunder Mountain Railroad, Haunted Mansion, "it's a small world" en Space Mountain. Het park lijkt qua opzet het meest op de verschillende Disneylands wereldwijd, die op hun beurt weer geïnspireerd zijn door het model van het Disneyland Park in Anaheim. Magic Kingdom is het park met de hoogste bezoekerscijfers van het resort.

#### Epcot

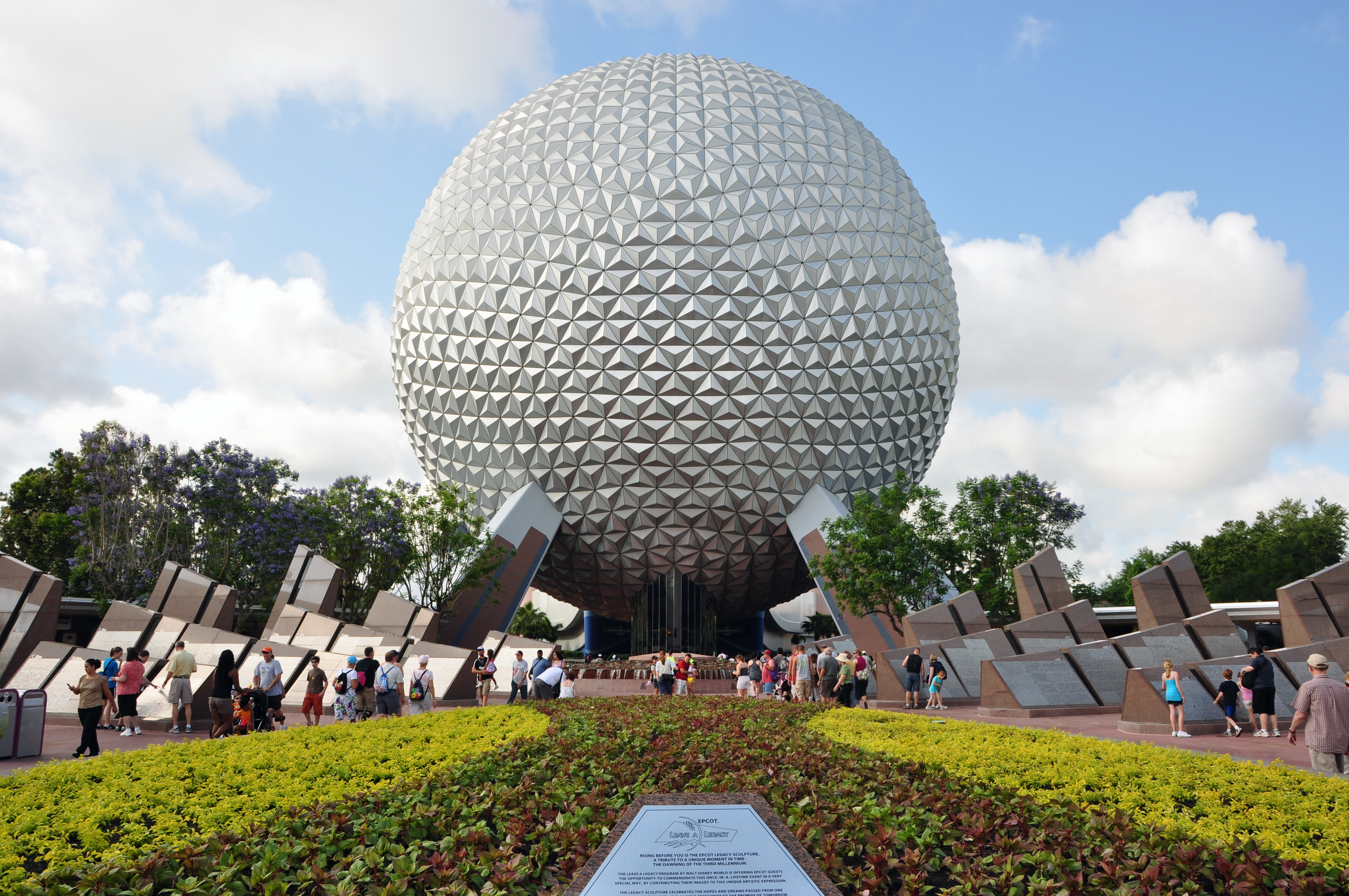
Spaceship Earth in Epcot

Epcot is een park waarvan het thema zich oriënteert rondom menselijke prestaties (waaronder cultuur en technologie) en een hoopvolle blik op de toekomst. Dit thema wordt uitgedragen middels twee grotere themagebieden, elk met hun eigen attracties, shows, horecagelegenheden en souvenirwinkels: Future World en World Showcase. Future World en World Showcase zijn op hun beurt weer onderverdeeld in enkele paviljoens (7 paviljoens in Future World; 11 paviljoens voor World Showcase), waarbij de paviljoens voor World Showcase 11 verschillende landen representeren. In het park zijn attracties te vinden zoals Spaceship Earth, Soarin', Test Track, Frozen Ever After en The American Adventure. Daarnaast bevat het park een uitgebreid aanbod van restaurants en souvenirwinkels, voornamelijk te vinden in de 11 landen in World Showcase. Midden in het park ligt een groot meer, waarop vuurwerk-, water- en lasershows worden opgevoerd.

#### Disney's Hollywood Studios

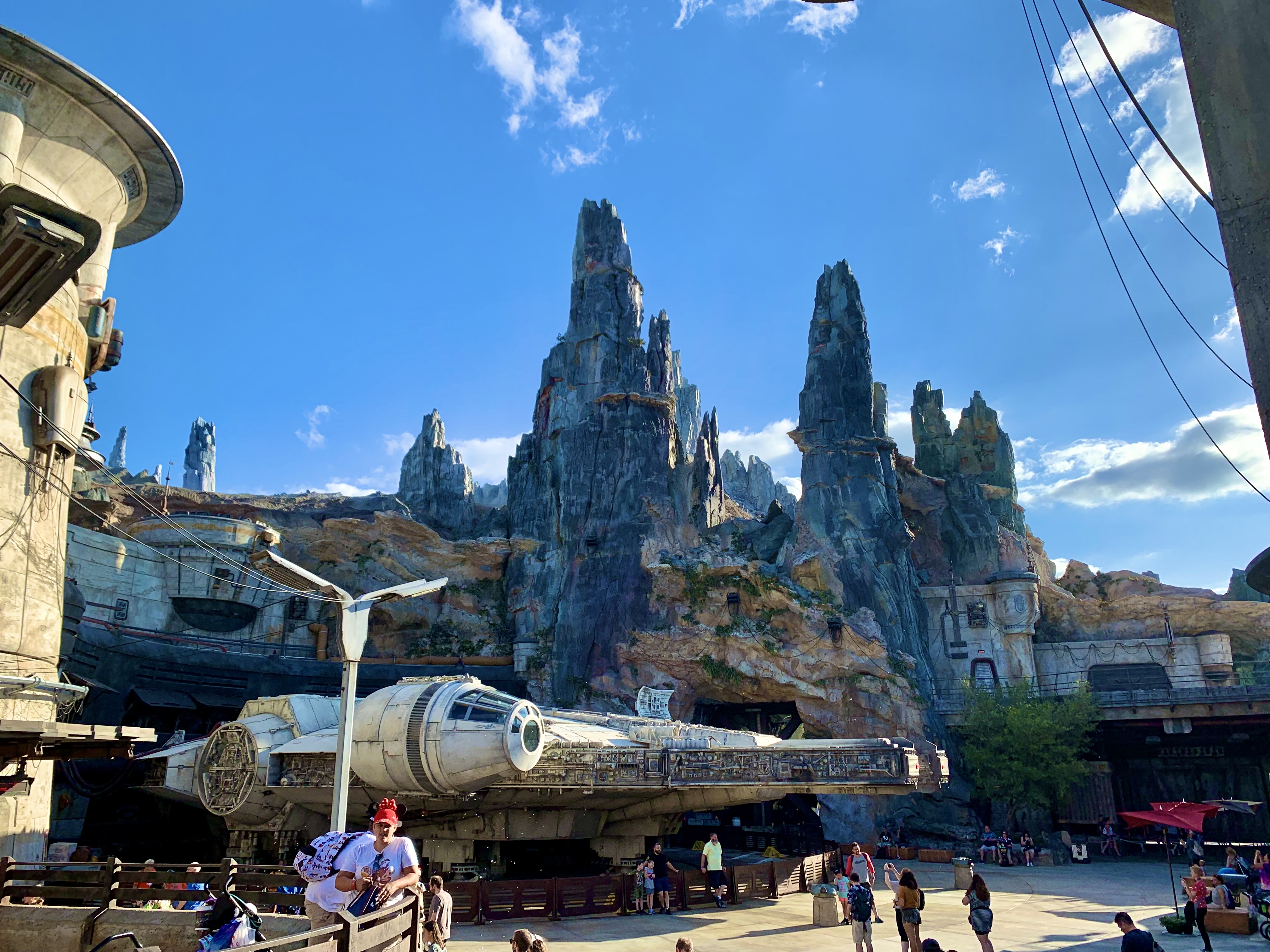
Star Wars: Galaxy's Edge in Disney's Hollywood Studios

Disney's Hollywood Studios is een park dat zich thematisch richt op het maken van films en televisie in een nostalgisch Hollywood "that never was and always will be." Dit thema wordt uitgedragen middels zes verschillende themagebieden, elk met hun eigen attracties, shows, horecagelegenheden en souvenirwinkels: Hollywood Boulevard, Echo Lake, Grand Avenue, Star Wars: Galaxy's Edge, Toy Story Land, Animation Courtyard en Sunset Boulevard. In het park zijn attracties te vinden zoals Rock 'n' Roller Coaster Starring Aerosmith, The Twilight Zone Tower of Terror, Star Tours - The Adventures Continue en Toy Story Mania!. Daarnaast bevat het park een uitgebreid aanbod van entertainment, zoals shows en spektakels als de slotshow Fantasmic!, die wordt opgevoerd in een theater dat iets van het park verwijderd ligt.

#### Disney's Animal Kingdom

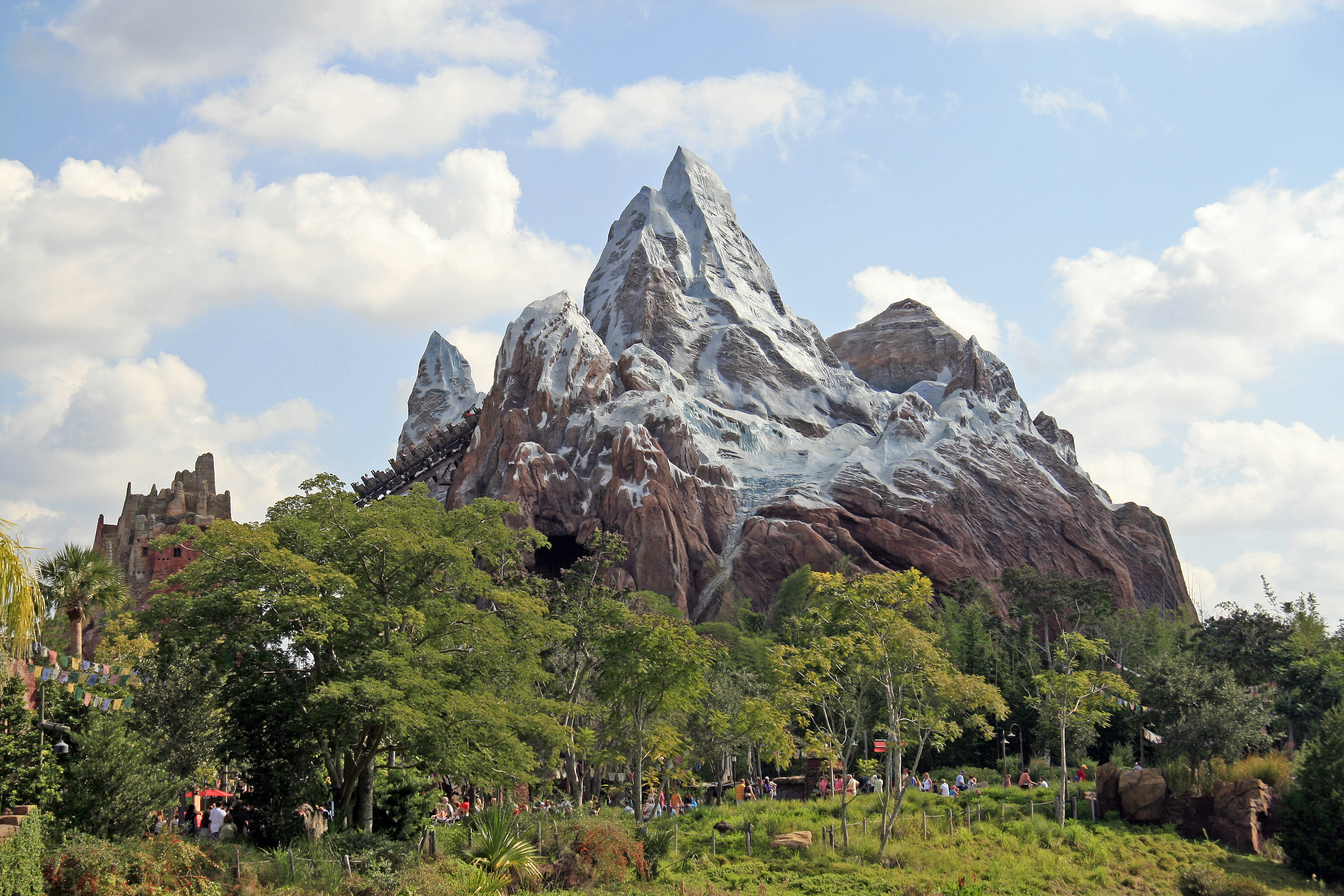
Expedition Everest in Disney's Animal Kingdom

Disney's Animal Kingdom is een park dat zich qua thema richt op de waarde van en het behoud van natuur. Speciaal wordt daarbij aandacht besteed aan dieren uit het verleden, heden en de fantasie. Dit thema wordt uitgedragen middels zeven verschillende themagebieden, elk met hun eigen attracties, shows, horecagelegenheden en souvenirwinkels: Oasis, Discovery Island, Pandora - The World of Avatar, Africa, Rafiki's Planet Watch, Asia en DinoLand U.S.A.. In het park zijn attracties te vinden zoals Avatar Flight of Passage, Kilimanjaro Safaris, Kali River Rapids, Expedition Everest en DINOSAUR. Daarnaast zijn in het park verschillende dierenverblijven te vinden: Disney's Animal Kingdom is het enige Disneypark dat ook dienst doet als dierentuin. Midden in het park ligt een groot meer, de Discovery River, waarop de avondshow Rivers of Light wordt opgevoerd.

### Waterparken
Het Walt Disney World Resort bevat 2 waterparken. In volgorde van opening zijn dit Disney's Typhoon Lagoon en Disney's Blizzard Beach. Voorheen bevond zich in het resort tevens een derde waterpark van kleinere schaal, Disney's River Country. Dit park werd in 2001 gesloten, maar bevindt zich nog steeds op het resort.

#### Disney's Typhoon Lagoon

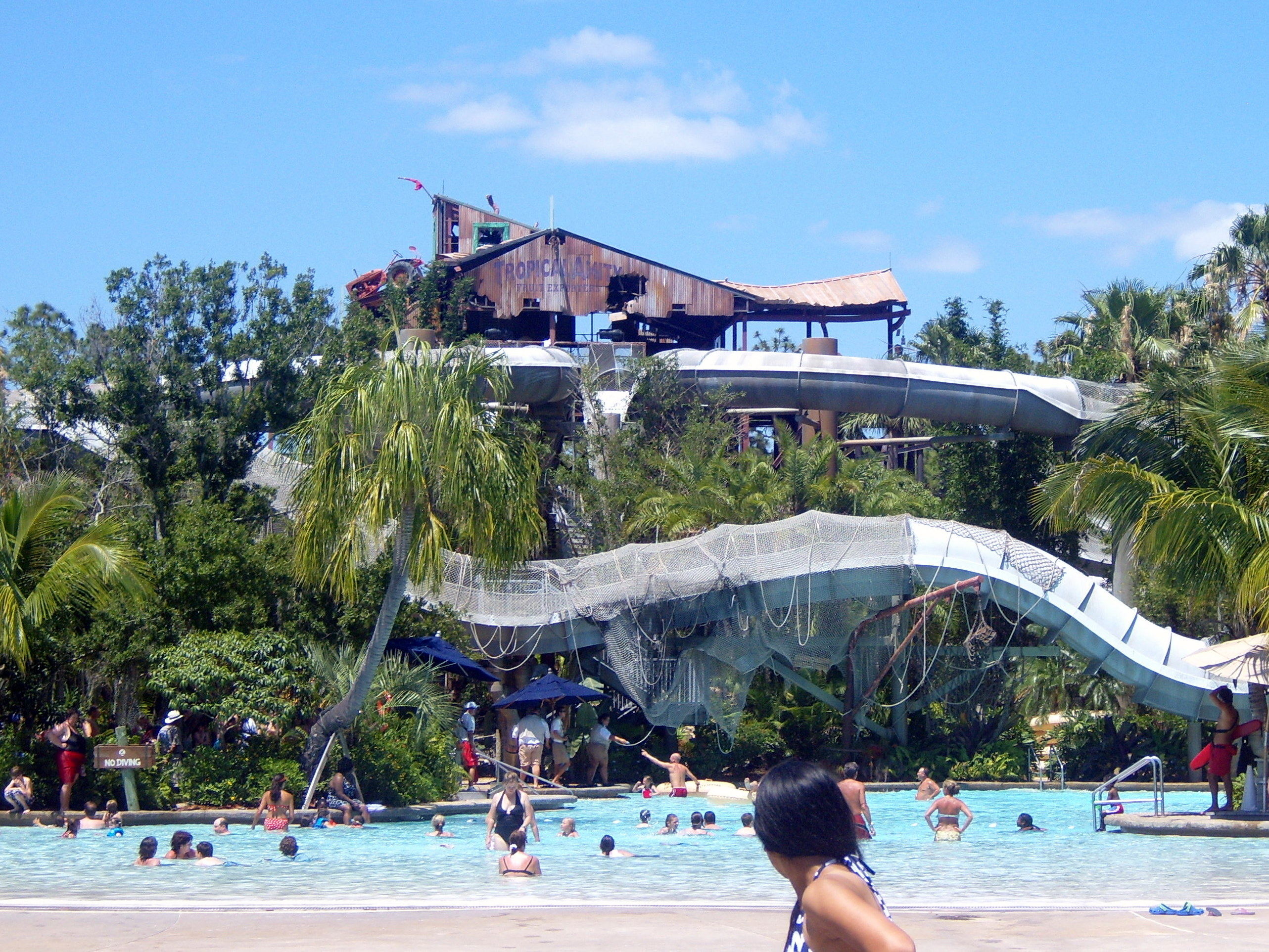
Disney's Typhoon Lagoon

Disney's Typhoon Lagoon is een park dat zich qua thema richt op een gebied dat het slachtoffer is geweest van een tropische cycloon. Dit thema wordt uitgedragen middels drie verschillende gebieden, elk met hun eigen glijbanen, zwembaden, horecagelegenheden en souvenirwinkels: Typhoon Lagoon, Mount Mayday en Hideaway Bay. In het midden van het park is het grote zwembad Typhoon Lagoon Surf Pool te vinden. In het waterpark zijn verder enkele glijbanen en attracties te vinden zoals Humunga Kowabunga, Miss Fortune Falls en Crush 'n' Gusher. Het park wordt omsingeld door de Castaway Creek, een lazy river waarin men op een langzaam tempo op een rubberen band kan drijven.

#### Disney's Blizzard Beach

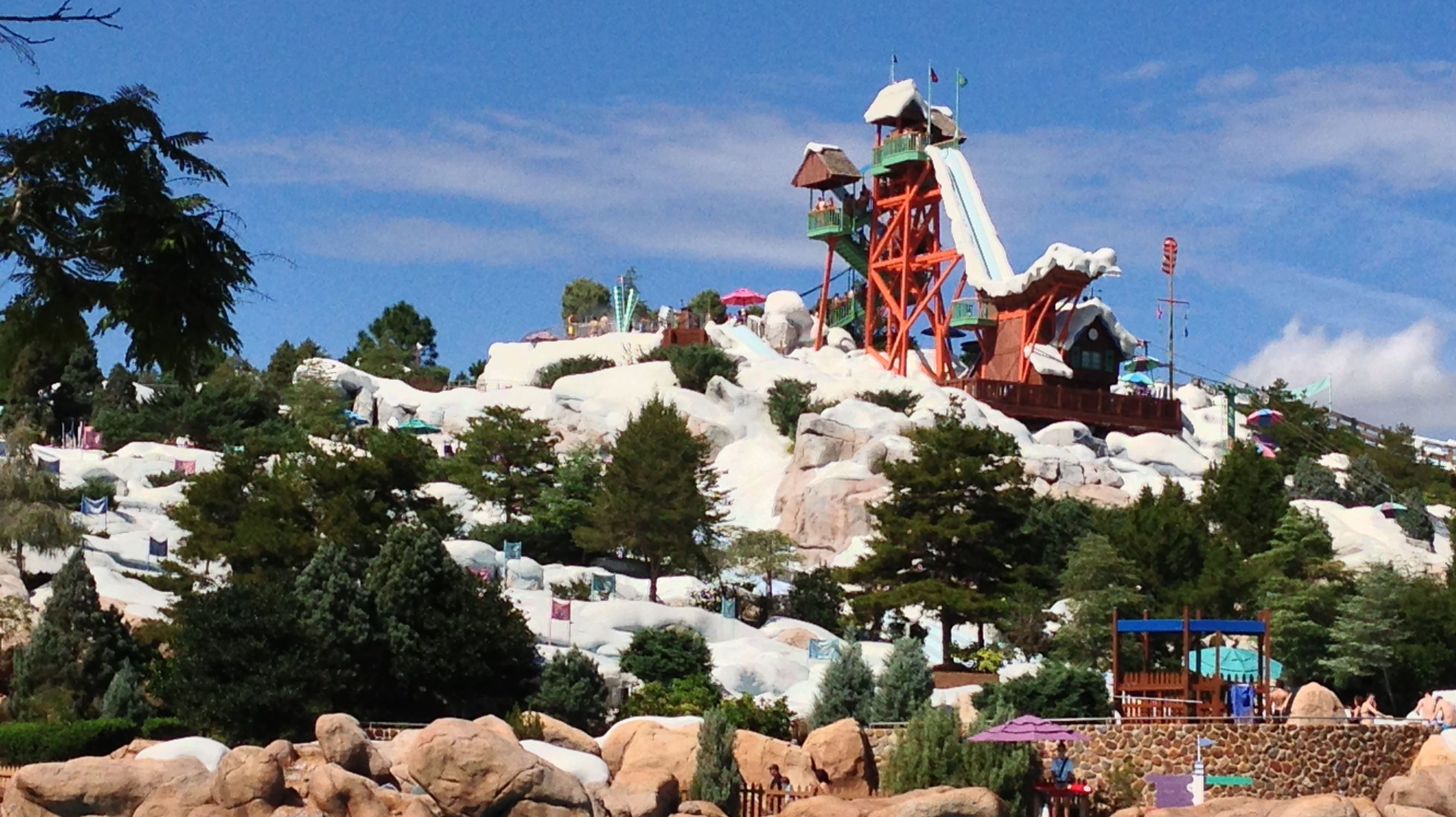
Disney's Blizzard Beach

Disney's Blizzard Beach is een park met het thema van een gebied dat is getroffen door een plotselinge sneeuwstorm, maar waar de sneeuw uiteindelijk is gaan smelten met een hoop waterpartijen tot gevolg. Dit thema wordt uitgedragen middels drie verschillende gebieden, elk met hun eigen glijbanen, zwembaden, horecagelegenheden en souvenirwinkels: Green Slope, Purple Slope, Red Slope en Ground Level. In het midden van het park is het grote zwembad Melt-Away Bay te vinden. In het waterpark zijn verder enkele glijbanen en attracties te vinden zoals Summit Plummet, Teamboat Springs, Toboggan Racers en The Chairlift. Het park wordt omsingeld door de Cross Country Creek, een lazy river waarin men op een langzaam tempo op een rubberen band kan drijven.

### Winkel- en uitgaansgebieden
Het Walt Disney World Resort bevat 2 winkel- en uitgaansgebieden. In volgorde van opening zijn dit Disney Springs en Disney's BoardWalk Resort (dat tevens een hotel omvat).

#### Disney Springs
Disney Springs is een winkel- en uitgaansgebied dat zich qua thema richt op een dorpje rondom enkele natuurlijke bronnen. Dit thema wordt uitgedragen middels vier verschillende gebieden, elk met hun eigen horecagelegenheden en souvenirwinkels: Market Place, The Landing, Town Center en West Side. In het gebied is onder andere de grootste Disneywinkel ter wereld te vinden, de World of Disney Store. Daarnaast zijn in het gebied dependances te vinden van enkele bekende horeca- en winkelketens: Rainforest Cafe, T-Rex Cafe, LEGO Store, Splitsville en AMC Theatres.

#### Disney's BoardWalk

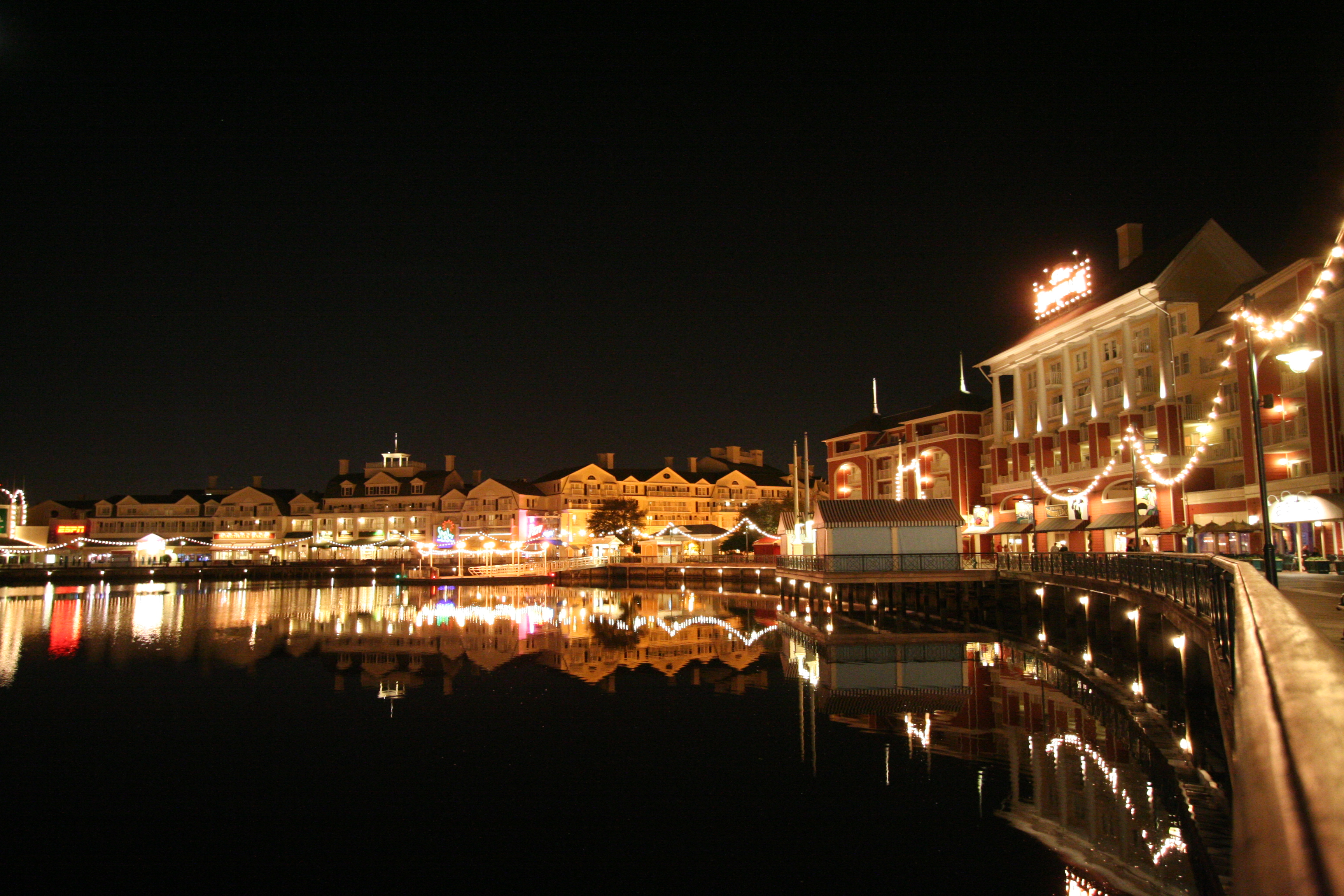
Disney's BoardWalk Resort

Disney's BoardWalk is een winkel- en uitgaansgebied dat qua thema gebaseerd is op kuststeden van 1920 tot 1940, zoals Coney Island, New York en Atlantic City. Dit thema uit zich middels een houten promenade (de boardwalk) over het Crescent Lake. Aan de landzijde grenst de boardwalk volledig aan de gebouwen van Disney's BoardWalk Inn. Op de begane grond van dit hotel bevinden zich allerlei horecagelegenheden, zoals de Abracadabar, het Flying Fish Café en Jelly Rolls. Op de hogere verdiepingen bevinden zich de gastenkamers. Wanneer de avond valt komen er allerlei kraampjes te staan die etenswaren verkopen, en is er straatentertainment te vinden zoals vuurspuwers.

### Accommodatie

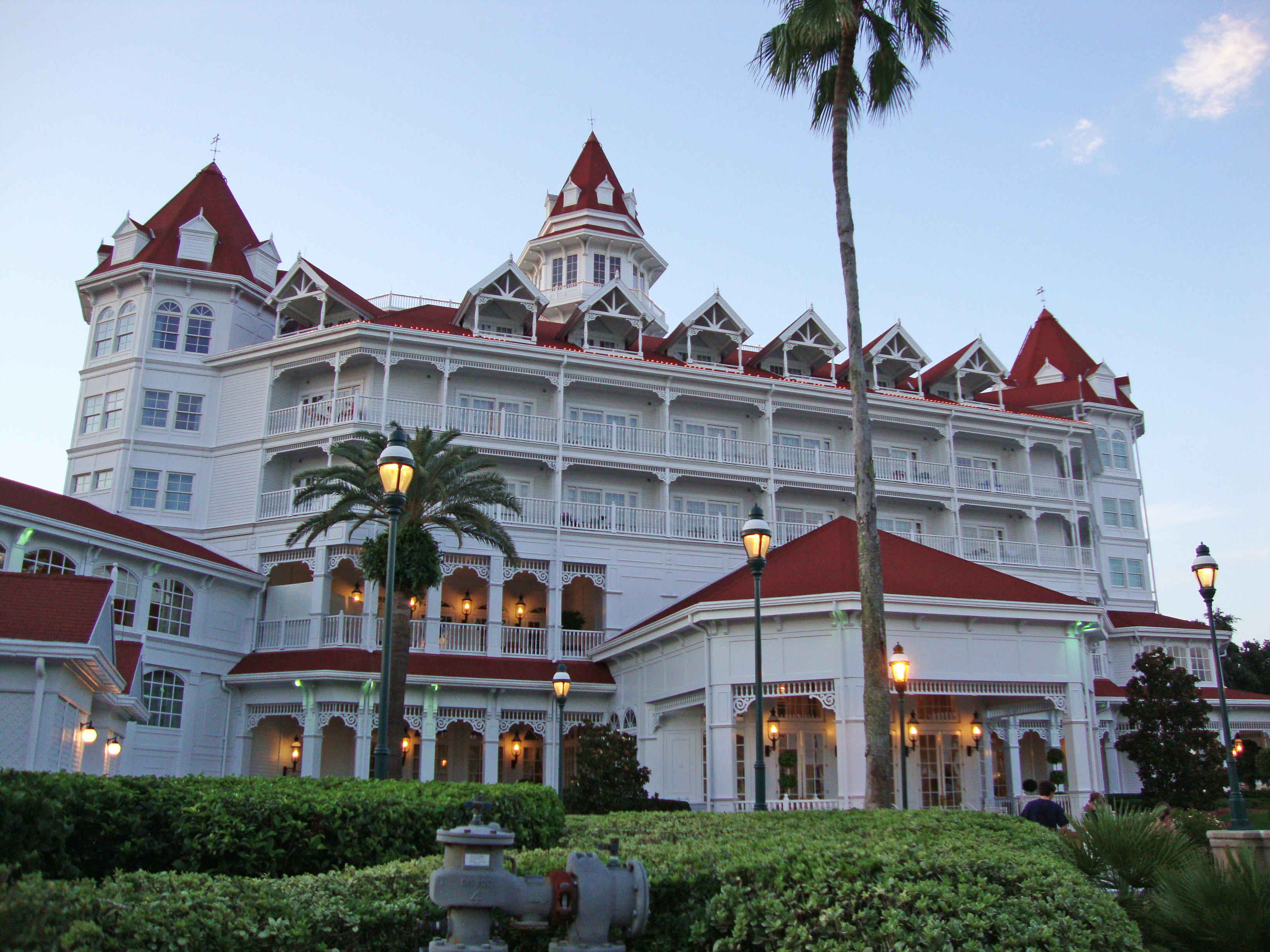
Disney's Grand Floridian Resort & Spa

Het Walt Disney World Resort bevat 27 hotels en resorts waar de bezoekers kunnen overnachten. Naast standaard hotelkamers en suites, beschikt het resort ook over grotere kamers en appartementen voor gezinnen die lid zijn van de Disney Vacation Club. Disney maakt onderscheid in 3 prijsklassen resorts: de value-hotels, de moderate-hotels en de deluxe-hotels. Ook is er een kampeerresort. Daarnaast zijn er op het terrein van het resort negen hotels van bekende ketens te vinden, die niet in eigendom zijn van Disney.

### Sportfaciliteiten
- ESPN Wide World of Sports Complex - Een sportcomplex met stadions voor 9 verschillende sporten en verschillende horec- en winkelgelegenheden
- Disney's Lake Buena Vista Golf Course - Een golfbaan met 18 holes
- Disney's Magnolia Golf Course - Een golfbaan met 18 holes
- Disney's Oak Trail Golf Course - Een golfbaan met 9 holes
- Disney's Palm Golf Course - Een golfbaan met 18 holes
- Fantasia Gardens - Een midgetgolfbaan met twee golfbanen van 18 holes, in het thema van de film Fantasia
- Winter Summerland - Een midgetgolfbaan met twee golfbanen van 18 holes, in het thema van Disney's Blizzard Beach

## Transport

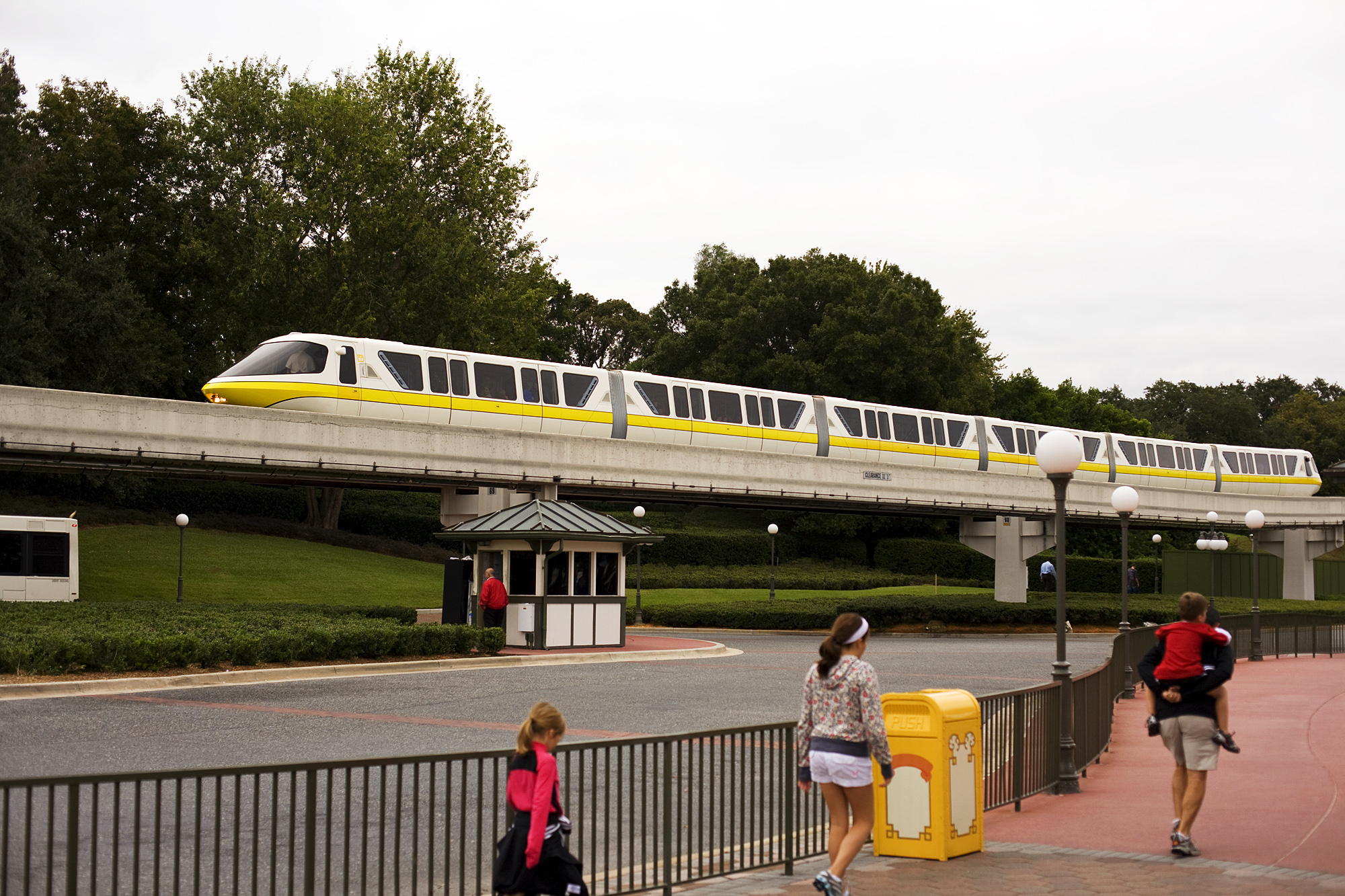
Walt Disney World Monorail

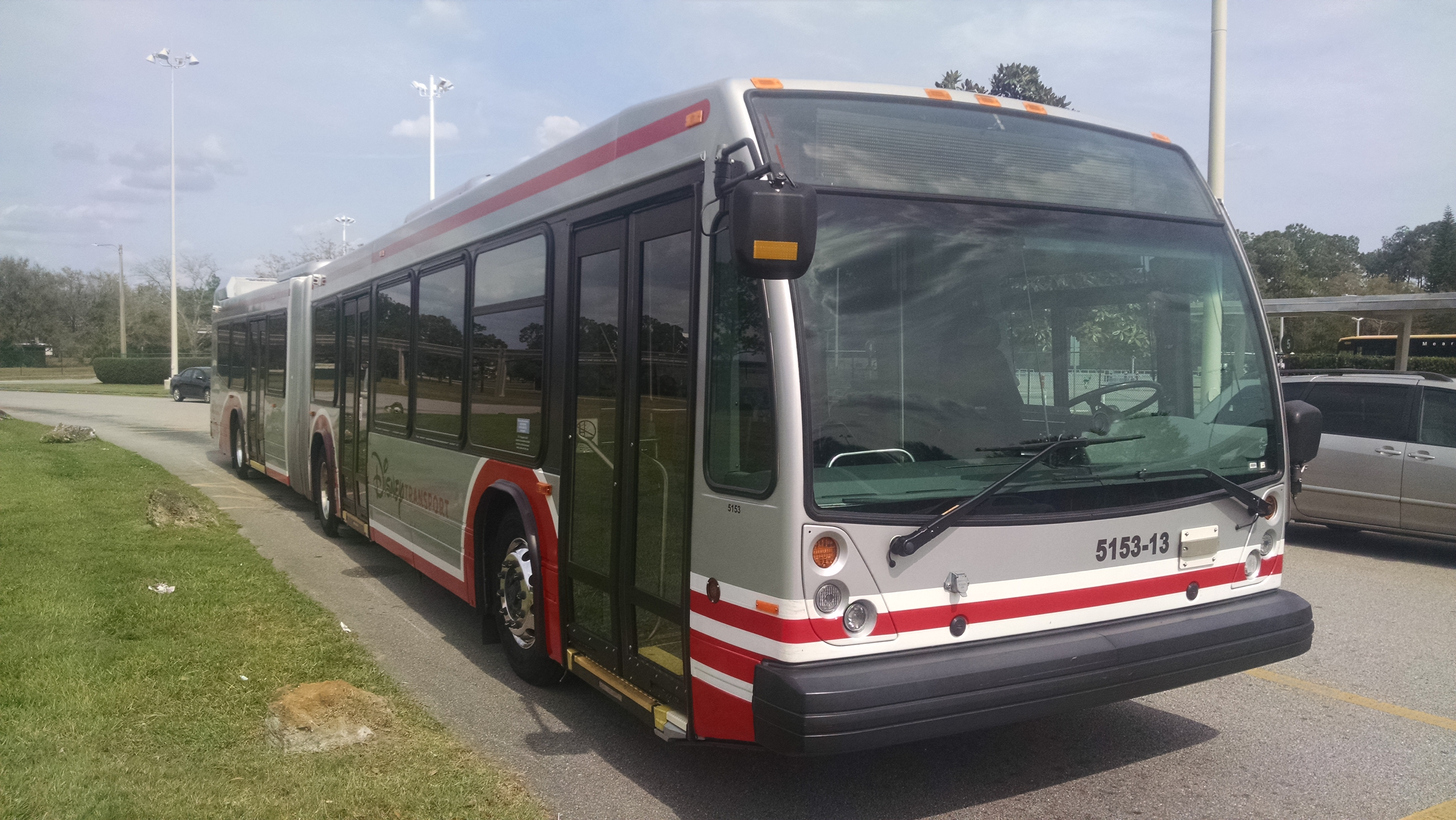
Een van de buslijnen

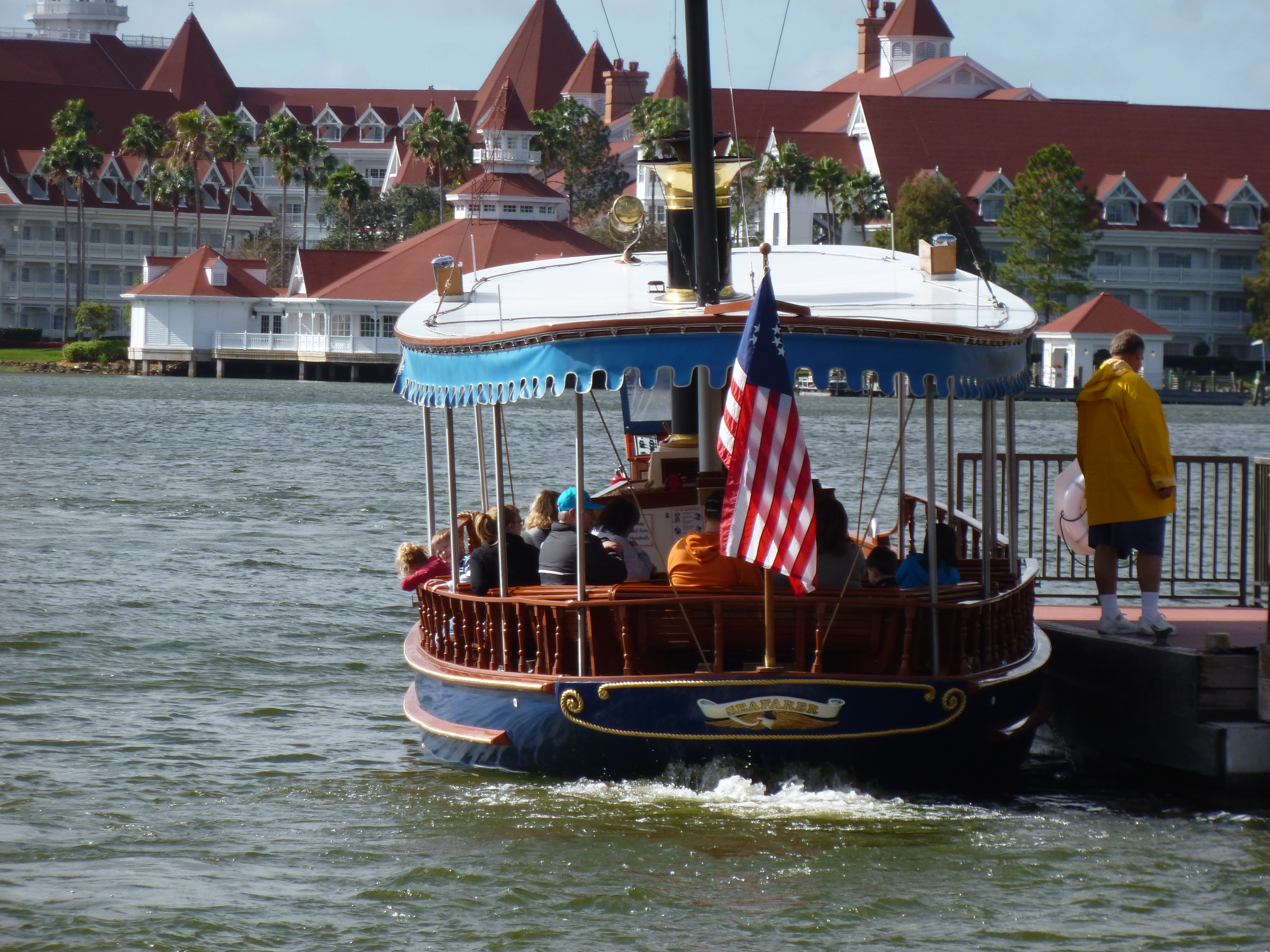
Ferryboot

Tussen de luchthaven en het park (circa dertig kilometer) is het resort sinds 5 mei 2005 gestart met de Disney Magical Express. Dit is een busverbinding tussen de luchthaven en de Disney-resorts waarvan alle gasten die verblijven in een van de Disney-resorts gratis gebruik kunnen maken bij vertrek en aankomst via de luchthaven. Ook zorgt deze dienst voor bezorging van de bagage op de hotelkamer. In het resort zijn tevens meer dan 86.000 parkeerplaatsen aanwezig.

### Monorail
Tussen Epcot en Magic Kingdom is een monorailverbinding. Het trackdeel bestaat uit twee lussen. Een lus gaat van het Disney Transportation center naar Epcot en de ander naar Magic Kingdom. Er opereren twaalf monorailvoertuigen.

### Bussen
Tussen de vele resorts annex hotels en de parken rijden gratis bussen met een frequentie van ongeveer twee tot vier keer per uur. Er zijn in totaal 65 routes, 153 bushaltes en er rijden 263 bussen (cijfers 2005). In principe is een bewijs dat men op een 'resort' verblijft vereist, in de praktijk is er geen controle. Er zijn geen tussenliggende haltes en een dienstregeling is niet openbaar.

### Ferry's
Behalve bussen kunnen bezoekers ook van verschillende veerpontverbindingen gebruikmaken. Met name tussen het themapark Magic Kingdom en de verderop gelegen parkeerplaats wordt de ferry veelvuldig gebruikt. Per jaar worden 18 miljoen passagierstrips met de boten gemaakt (2005). In totaal zijn er elf boten, waarvan drie ferry's.

### Disney Skyliner
Sinds 2019 zijn er drie gondelsystemen te vinden in het resort die diverse hotels verbinden met Disney's Hollywood Studios en Epcot. Het systeem telt vijf stations. Bij station Disney's Caribbean Beach Resort komen alle lijnen bij elkaar.

## Bestuur
Het Walt Disney World Resort en omgeving vormen de Reedy Creek Improvement District, een district op het grondgebied van delen van Orange County en Osceola County, maar met bevoegdheden vergelijkbaar met die van een county. Binnen dit district heeft Disney wettelijke autoriteit om haar eigen bouw-reglementen uit te vaardigen, stroomvoorziening en brandveiligheid te beheren en land buiten het district gedwongen op te kopen van burgers. De corporatie beschermt zichzelf van bemoeienis van buitenaf door enkel Disney-medewerkers land te laten bezitten binnen het district. Op deze manier kan Disney bepalen wie er tot districtmanager wordt benoemd en op deze manier voorkomen dat Disney binnen het district in haar macht voor beperkt.
In april 2022 is in Florida een wet aangenomen die de speciale districten van voor de ratificatie van de grondwet van Florida op 5 november 1968, per 1 juli 2023 ontbindt, waaronder het Reedy Creek Improvement District. Voor het opnieuw tot stand komen van een district kan een nieuwe aanvraag worden ingediend. De wet wordt in verband gebracht met Disneys kritiek op de Parental Rights in Education Act. De regering van Florida vindt Disney te woke.